# Station Roa
Station Roa is een station in Roa in de gemeente Lunner  in fylke Viken in Noorwegen. Het station aan Gjøvikbanen dateert uit 1909. Het is een ontwerp van Paul Armin Due. 
Roa werd gebouw in samenhang met de spoorlijn Roa - Hønefoss die oorspronkelijk deel was van de lijn van Oslo naar Bergen. Momenteel wordt de lijn enkel voor goederenvervoer gebruikt, 